# Santa Martha (Tabasco)
Santa Martha es una localidad del municipio de Balancán ubicado en la subregión de los Ríos del estado mexicano de Tabasco.

## Geografía
La localidad se ubica a 17.0 kilómetros (en dirección sur) de la localidad de Balancán de Domínguez, la cabecera y lugar más poblado del municipio. Se sitúa en las coordenadas geográficas 17°57′31″N 91°32′55″O / 17.958611, -91.548611, a una elevación de 20 metros sobre el nivel del mar.

## Demografía
Según el Conteo de Población y Vivienda 2020, efectuado por el Instituto Nacional de Estadística y Geografía, la localidad de Santa Martha tiene 34 habitantes, de los cuales 19 son del sexo masculino y 15 del sexo femenino. Su tasa de fecundidad es de 2.64 hijos por mujer y tiene 14 viviendas particulares habitadas.
| Gráfica de evolución demográfica de Santa Martha entre 2000 y 2020 |
|                                                                    |
| INEGI.                                                             |